# Painswick
Painswick è un paese di 2 070 abitanti del Gloucestershire, in Inghilterra.
Qua nacquero il botanico Hugh Algernon Weddell e il fondatore della società produttrice di tè Twinings, Thomas Twining.